# Lijst van oorlogsmonumenten in Ooststellingwerf
De Nederlandse gemeente Ooststellingwerf heeft 16 oorlogsmonumenten. Hieronder een overzicht. 
| Nr.                             | Object                                       | Herdachte groep | Ontwerper                                         | Onthulling       | Type                 | Locatie                      | Plaats      | Coördinaten                   | Foto                                         |
| ------------------------------- | -------------------------------------------- | --- | ------------------------------------------------- | ---------------- | -------------------- | ---------------------------- | ----------- | ----------------------------- | -------------------------------------------- |
| 179                             | Monument van de Vrije Socialisten            | vervolgden Nederland | Ezechiël J. Hoek, T. Veenstra                     | 1 september 1946 | plaquette            | Aekingaweg 1-a, 8426 GN      | Appelscha   | 52° 57' 16" NB, 6° 19' 39" OL |                                              |
| 373                             | Monument voor Luite Middendorp               | verzet Nederland | Steenhouwerij Eijgelaar                           |                  | gedenksteen          |                              | Donkerbroek | 53° 1' 1" NB, 6° 14' 3" OL    |                                              |
| 375                             | Monument op begraafplaats Eikenhof           | militairen in dienst van het Ned. Kon. na 1945, geallieerde militairen, militairen in dienst van het Ned. Kon. 1940-1945, burgerslachtoffers, vervolgden Nederland, verzet Nederland |                                                   | 30 mei 1951      | gedenksteen          | Eikensingel 42, 8433 JK      | Haulerwijk  | 53° 3' 41" NB, 6° 19' 55" OL  |                                              |
| 377                             | Monument in het Tiesingabosje                | verzet Nederland | Steenhouwerij Klaas de Vries                      |                  | zuil                 | Weperpolder                  | Fochteloo   | 53° 1' 9" NB, 6° 21' 25" OL   | Monument in het Tiesingabosje                |
| 379                             | Monument voor Simon van Hasselt              | vervolgden Nederland |                                                   | 4 mei 1949       | plaquette            | Bakkeveensterweg 11, 8434 NP | Waskemeer   | 53° 3' 31" NB, 6° 16' 54" OL  |                                              |
| 380                             | Monument voor Anje Lok                       | verzet Nederland | Nina Baanders-Kessler                             |                  | reliëf               | Veenwijksweg 3, 8427 RS      | Ravenswoud  | 52° 57' 56" NB, 6° 22' 57" OL | Monument voor Anje Lok                       |
| 382                             | Verzetsmonument                              | algemeen, verzet Nederland | Piet Keuning, Jos Mosselveld, Kees Hoogendam      | 4 mei 1985       | zuil                 | Brink 1, 8431 LD             | Oosterwolde | 52° 59' 35" NB, 6° 17' 39" OL | Verzetsmonument                              |
| 467                             | Verzetsmonument                              | verzet Nederland | Jan van Luijn                                     | 4 mei 1951       | beeld/sculptuur      | Bruggelaan, 8426 BC          | Appelscha   | 52° 57' 24" NB, 6° 20' 25" OL | Verzetsmonument                              |
| 2176                            | De Landweer                                  | vervolgden Nederland |                                                   | 25 april 2003    | plaquette            | Kloosterweg 5A, 8424 SH      | Elsloo      | 52° 56' 35" NB, 6° 16' 16" OL |                                              |
| 2566                            | Monument voor Marinus van Emst               | verzet Nederland |                                                   | 12 augustus 2004 | plaquette            | Van Emstplein, 8426 BX       | Appelscha   | 52° 57' 15" NB, 6° 20' 49" OL | Monument voor Marinus van Emst               |
| 2568                            | Kamp Ybenheer                                | vervolgden Nederland | Leerlingen van het Friesland College (uitvoering) | 2 oktober 2002   | plaquette            | Veenweg                      | Fochteloo   | 53° 0' 2" NB, 6° 20' 36" OL   | Kamp Ybenheer                                |
| 3254                            | Oorlogsmonument                              | burgerslachtoffers, geallieerde militairen |                                                   | 4 mei 2004       | overig               | Dorpsstraat 76               | Haule       | 53° 2' 17" NB, 6° 18' 51" OL  |                                              |
| 3991                            | Herdenkingsmonument bij begraafplaats        | algemeen | Peter Hiemstra, Henk Slomp                        | 4 mei 2017       | zuil                 | Pastoorslaantje              | Oldeberkoop | 52° 56' 13" NB, 6° 7' 53" OL  | Herdenkingsmonument bij begraafplaats        |
| 4443                            | Monument onderduikers Kale Duinen            | vervolgden Nederland |                                                   | november 2021    | zuil                 |                              | Appelscha   | 52° 55' 33" NB, 6° 18' 8" OL  |                                              |
| Dit oorlogsmonument op Wikidata | Bevrijdingsmonument Stokersverlaat Appelscha | geallieerde militairen, Franse parachutisten |                                                   | 12 april 2015    | plaquette in muurtje | Industrieweg, 8426 AN        | Appelscha   | 52° 57' 37" NB, 6° 20' 42" OL | Bevrijdingsmonument Stokersverlaat Appelscha |
|                                 | Oorlogsmonument                              | drie slachtoffers |                                                   |                  | plaquette op zuiltje | Eerste Wijk                  | Appelscha   | 52° 57' 19" NB, 6° 21' 46" OL | Oorlogsmonument                              |
|                                 | Stolpersteine                                | vervolgden Nederland | Gunter Demnig                                     |                  | reliëf               |                              | Waskemeer   |                               | Meer afbeeldingen                            |

Achtkarspelen ·
Ameland ·
Dantumadeel ·
De Friese Meren ·
Harlingen ·
Heerenveen ·
Leeuwarden ·
Noardeast-Fryslân ·
Ooststellingwerf ·
Opsterland ·
Schiermonnikoog ·
Smallingerland ·
Súdwest-Fryslân ·
Terschelling ·
Tietjerksteradeel ·
Vlieland ·
Waadhoeke ·
Weststellingwerf